# Krautheim

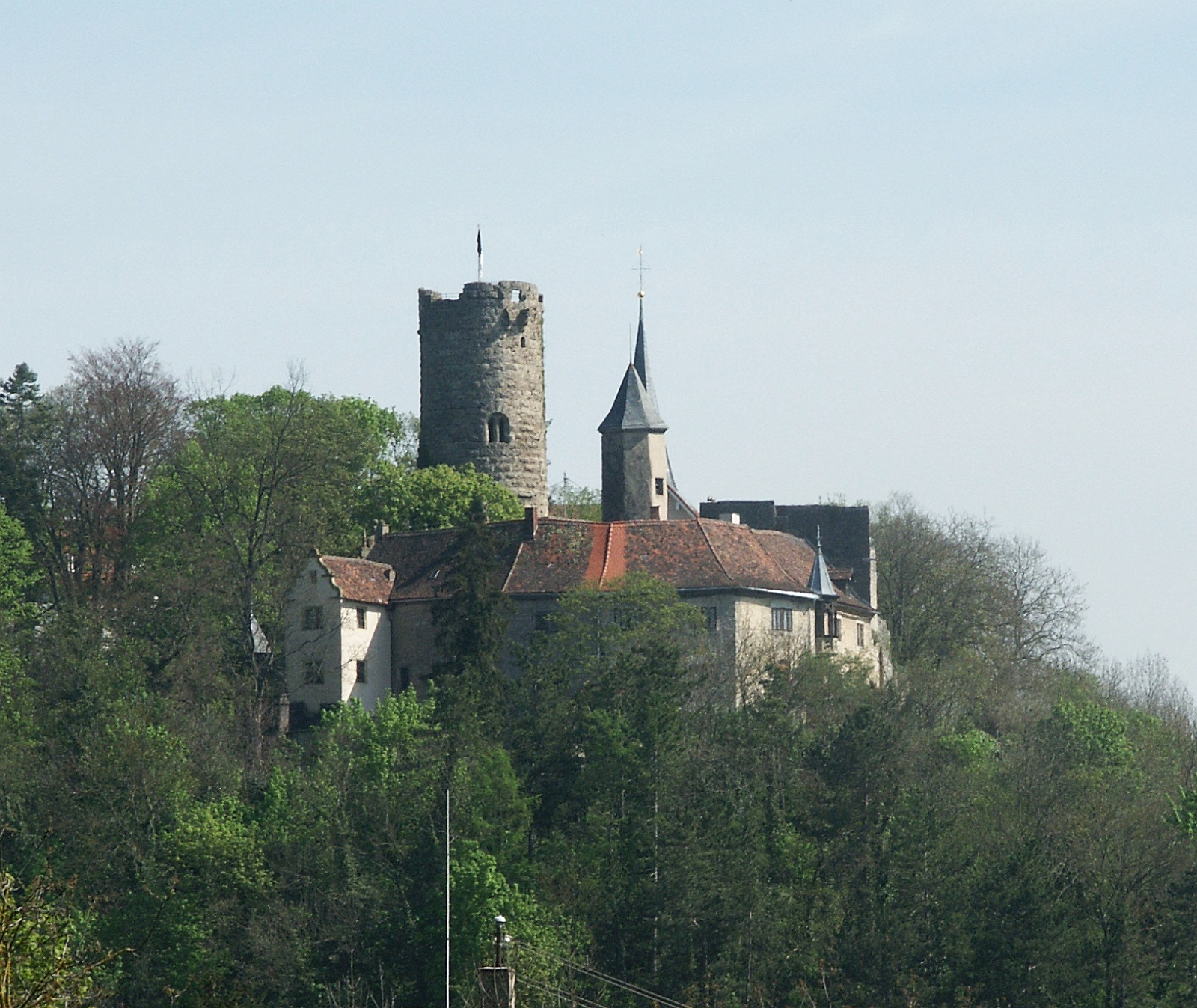
Lâu đài Krautheimer

Krautheim (Đông Franken: Graude) là một thị trấn nằm ở huyện Hohenlohekreis thuộc bang Baden-Württemberg, trung nam nước Đức. Nơi đây nằm bên bờ sông Jagst, cách Künzelsau 12 km (8 mi) về phía bắc và cách Bad Mergentheim 16 km (10 mi) về phía nam.